# 元愕
元愕（508年—534年11月8日），字奉伯，河南郡洛阳县（今河南省洛阳市东）人，追尊魏景穆帝拓跋晃之孙，北魏宗室。

## 生平
元愕以员外散骑侍郎为起家官，升任侍御史，出任左右直长，升任通直散骑侍郎，外任平东将军、济北郡太守，回朝任抚军将军、银青光禄大夫，永熙三年十月十七日（534年11月8日）在青州因病去世，虚岁廿七，魏孝静帝元善见诏令赠予元愕使持节、都督青州诸军事、车骑将军、青州刺史，又诏令再赠予使持节、都督瀛沧二州诸军事、仪同三司、度支尚书、瀛州刺史、车骑将军如故。武平二年二月六日（571年3月17日）葬于邺城以西十五里。

## 家庭

### 祖父
- 拓跋晃，追尊魏景穆帝[1]

### 嗣父
- 拓跋某，北魏燕郡恭王[1]

### 夫人
- 彭城刘氏，封郢州汝南县君[1]